# Бердичівський шкіряний завод
Бердичівський шкіряний завод ім. Ілліча (1-й Державний) — завод, розташований у Бердичеві Житомирської області. Заснований у 1874. До революції 1917 року належав фабрикантові К. Шленкеру. За роки п'ятирічок підприємство було технічно реконструйоване; збудовано нові корпуси. 3авод став одним з найбільших серед підприємств шкіряної промисловості УРСР. Виготовляв тверду шкіру, хром, шевро різних видів, фарби.
У даний час фактично припинив існування.